# Grands Prix automobiles de la saison 1915
1914 1916
La saison de Grands Prix automobiles 1915 comportait quatre épreuves toutes disputées aux États-Unis à cause de la Grande Guerre : le Grand Prix des États-Unis, la Coupe Vanderbilt, les 500 miles d'Indianapolis et l'Elgin National Trophy.

## Grands Prix de la saison

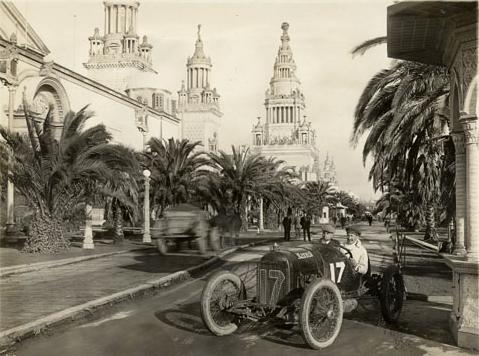
Edward Vernon Rickenbacker au GP des États-Unis 1915 (San Francisco, Maxwell).

| Grand Prix                | Circuit        | Date       | Pilote vainqueur | Constructeur vainqueur | Résultats |
| ------------------------- | -------------- | ---------- | ---------------- | ---------------------- | --------- |
| Grand Prix des États-Unis | San Francisco  | 27 février | Dario Resta      | Peugeot                | Résultats |
| Coupe Vanderbilt          | San Francisco  | 6 mars     | Dario Resta      | Peugeot                | Résultats |
| 500 miles d'Indianapolis  | Indianapolis   | 31 mai     | Ralph DePalma    | Mercedes               | Résultats |
| Elgin National Trophy     | Elgin          | 21 août    | Gil Anderson     | Stutz                  | Résultats |
| Coupe Astor               | Sheepshead Bay | 9 octobre  | Gil Anderson     | Stutz                  | Résultats |
| Trophée Harkness          | Sheepshead Bay | 2 novembre | Dario Resta      | Peugeot                | Résultats |